# Лейзерович Яків Володимирович
Лейзерович Яків Володимирович — радянський український кінооператор документального кіно. 
Народ. 8 листопада 1925 р. Закінчив Київський кінотехнікум (1949) і Київський державний інститут фізичної культури (1958). Працював оператором Івано-Франківського корпункту. 
З 1965 р — оператор студії «Укркінохроніка».
Зняв стрічки: «Будні» (1965), «Гаряче дихання», «Співа Україна» (1966), «Товариш трактор» (у співавт.), «Україна, рік 1967» (у співавт.), «Сини Баштанської республіки», «Лети, наша пісне!» (1967), «Хортиця» (1968), «Декада грузинської літератури на Україні» (1969), «П'ять героїчних років» (1970), «Кубань — перлина Росії» (1971), «Ми — радянські» (1972, у співавт. з І. Кацманом. Почесний диплом VI Всесоюзного кінофестивалю, Алма-Ата, 1973), «Роменська мадонна» (1973, у співавт. з І. Кацманом. Головний приз «Золотий голуб» XVI Міжнародного кінофестивалю, Лейпциг, 1973; Диплом Міжнародного кінофестивалю, Тампере, Фінляндія, 1974), «Поема про донецький край» (1974, у співавт. з І. Писанком), «Рядок з біографії» (1977), «Мій дім — одна шоста світу» (1983) та ін.
Був членом Спілки кінематографістів України. Емігрував 1996 р.